# Шамич Олександр Миколайович
Олександр Миколайович Шамич (17 травня 1968, Київ) — український футбольний арбітр, спорторганізатор, науковець. Доктор психологічних наук, професор.

## Біографія
Футболом розпочав займатися у 1976 р. в дитячій команді «Темп» м. Київ, випускник СДЮСШОР МіськВНО (Зміна) м. Київ (тренери Є.П.Соловцов та В.І.Шилов). 
З 1991 р. працював у Федерації футболу України секретарем аматорського футболу та секретарем комітету арбітрів, з 1996 р. помічник генерального секретаря. Також обіймав посади начальника організаційного відділу і начальника відділу забезпечення збірних команд та проведення змагань. З 2007 р. до 2023 р. голова комітету арбітрів Федерації футболу м. Києва, з 2010 р. голова ГО Колегія футбольних арбітрів та спостерігачів м. Києва, з 2023 р. віцепрезидент Асоціації футболу м. Києва, з 2015 р. до 2018 р. член комітету арбітрів Української асоціації футболу.
З 2003 р. працював викладачем кафедри футболу Національного університету фізичного виховання і спорту України, з 2007 р. старшим викладачем Академії праці і соціальних відносин Федерації профспілок України. З 2008 р. доцент кафедри фізичної терапії, ерготерапії та фізичного виховання Відкритого міжнародного університету розвитку людини «Україна». З 2018 р. професор, з 2019 р. завідувач кафедри фізичного виховання і спорту Київського національного університету будівництва і архітектури.

### Освіта
У 1995 р. закінчив Національний технічний університет України "Київський політехнічний інститут" (факультет інформатики та обчислювальної техніки) — інженер-системотехнік, у 1999 р. Національний університет фізичного виховання і спорту України (олімпійський та професійний спорт) — тренер з футболу, викладач фізичного виховання. З відзнакою закінчив магістратуру Відкритого міжнародного університету розвитку людини «Україна»: у 2013 р. (правознавство) — юрист та у 2017 р. (соціальна робота) — фахівець із соціальної роботи.

### Наукова діяльність
Доктор психологічних наук, професор. У 2011 р. захистив дисертацію кандидата педагогічних наук в Інституті проблем виховання Національної академії педагогічних наук України, «Формування громадської активності молодших підлітків в дитячих спортивних об’єднаннях за місцем проживання». Автор визначення понять «Громадська активність» та «Громадська активність підлітка». У 2020 р. захистив дисертацію доктора психологічних наук,  «Психологія самореалізації особистості в паралімпійському спорті». Захист відбувся в Інституті психології  імені Г.С. Костюка Національної академії педагогічних наук України. Вчений розробив модель самореалізації особистості в паралімпійському спорті та розкрив психологічні особливості базових параметрів самореалізації особистості паралімпійців. Автор понад 100 навчально-методичних та наукових робіт в галузі педагогіки, психології, права, фізичної культури і спорту та історії спорту.  Автор  науково-історичного видання  "Київський футбол на межах часів. Люди, події, факти. Суддівство матчів (1913—2013 рр.)".  Протягом 12 років був членом редакційної колегії журналу «Фізичне виховання в рідній школі» та протягом 7 років ведучим уроку футболу на Першому Національному радіоканалі в дитячій ранковій передачі «Школяда», де спонукав слухачів до постійних занять спортом та здорового способу життя.

### Відзнаки
Кавалер ордену  «За заслуги» III ступеню (2021 р.). Заслужений працівник фізичної культури і спорту України (2013 р.). Відмінник освіти України  (2016 р.). Нагороджений Грамотою Верховної Ради України (2023 р.)., відзнаками Київського міського голови - нагрудним знаком «Знак пошани»,  Міністерства освіти і науки України - нагрудними знаками «Василь Сухомлинський» і «За наукові та освітні досягнення», відзнаками Національної академії педагогічниї наук України - медаллю «Ушинський К.Д.» і «Григорій Сковорода»,  Міністерства у справах сім'ї, молоді та спорту – нагрудними знаками «Почесний працівник фізичної культури і спорту» та «За активну громадську діяльність», Української православної церкви Київського патріархату орденом Святого Миколая Чудотворця, почесними грамотами та відзнаками Служби безпеки України,  Міністерства внутрішніх справ України, Національної поліції України, Київської міської державної адміністрації, Української асоціації футболу, Асоціації футболу м. Києва. 

### Кар'єра арбітра
Проводити матчі аматорських команд розпочав у 1991 р., всеукраїнські змагання у 1992 р., матчі другої ліги чемпіонату України проводив з 1995 р., першої ліги, як асистент арбітра, з 1996 р., вищої ліги з 2000 р. На міжнародних матчах асистентом арбітра працював з 2002 р. З 2010 р. спостерігач арбітражу Всеукраїнських змагань з футболу 
В чемпіонаті та кубку України (1995—2010 рр.) провів 114 матчів. Всього в чемпіонатах, першостях та кубку України серед професіональних команд, в якості асистента арбітра, провів 310 матчів та 53 матчі міжнародного рівня. Арбітр Національної категорії (1999 р.), асистент арбітра ФІФА. Учасник фінального матчу Кубка України (2009 р.),  фінального турніру Чемпіонату Європи U-19 (2003 р.). Проводив матчі національних збірних команд, кубку УЄФА та кубку Інтертото.

## Досягнення
- Орден «За заслуги» III ступеня (2021 р.)[1]
- Заслужений працівник фізичної культури і спорту України (2013 р.)
- Асистент арбітра фінального матчу Кубка України (2009 р.)
- Володар «Золотого прапорця» — найкращому асистентові арбітра Чемпіонату України сезонів 2002/2003, 2005/2006 і 2008/2009 рр. (опитування газети «Команда»)